# GS (Berlijn)
GS is een historisch merk van motorfietsen.
De bedrijfsnaam was: Georg Schroff Motorradbau, Berlin.
In 1923 ontstonden in Duitsland honderden kleine motorfietsmerken, die met behulp van inbouwmotoren gingen produceren om te voldoen aan de vraag naar lichte, goedkope vervoermiddelen. Georg Schroff gebruikte Kurier (Hanfland)-motoren en 145cc-blokken die waarschijnlijk samen met andere onderdelen van Richard Gruhn kwamen. Dergelijke kleine bedrijven moesten leven van klanten in hun eigen omgeving, maar de concurrentie was zeer groot. Alleen in Berlijn bestonden tientallen van dergelijk kleine motorfietsmerken, die bijna allemaal binnen korte tijd de productie weer beëindigden. Schroff stopte in 1925.